# 피에를루이지 골리니
피에를루이지 골리니(이탈리아어: Pierluigi Gollini, 1995년 3월 18일 ~)는 이탈리아의 축구 선수로, 현재 로마에서 뛰고 있다. 주 포지션은 골키퍼이다.